# Bão Forrest (1983)
Bão Forrest, được biết đến ở Philippines với tên gọi bão Ising; là một cơn bão rất mạnh đã tác động đến Nhật Bản trong tháng 9 năm 1983.

## Lịch sử khí tượng

### Hình thành và phát triển
Forrest hình thành vào ngày 19 tháng 9 từ một vùng nhiễu động nhiệt đới ngoài khơi Tây Thái Bình Dương, cách xa đất liền. Đến ngày 20 tháng 9, hệ thống được phân loại là một cơn bão nhiệt đới. Sau đó Forrest tiếp tục mạnh lên, đạt đến cấp độ bão cuồng phong trong ngày 21, và kể từ đó quá trình tăng cường độ được đẩy nhanh. Sang ngày 22, Trung tâm Cảnh báo Bão Liên hợp (JTWC) nhận định Forrest đạt cường độ tối đa với sức gió duy trì một phút 285 km/giờ (175 dặm/giờ) cùng áp suất khí quyển tối thiểu 883 mbar (26,13 inHg). Trong khi đó Cơ quan Khí tượng Nhật Bản (JMA) cho rằng Forrest đạt đỉnh vào sáng sớm ngày 23 với sức gió duy trì 10 phút 205 km/giờ (125 dặm/giờ) cùng áp suất tối thiểu 885 mbar (26,07 inHg).

### Suy yếu và tan dần
Một thời gian sau cơn bão bắt đầu suy yếu chậm khi tiếp tục di chuyển theo hướng Tây Bắc. Vào ngày 27 tháng 9 Forrest tấn công Okinawa. Tại hòn đảo Inza gần đó đã ghi nhận một cơn lốc xoáy phá hủy 26 ngôi nhà và làm bị thương 26 người. Tiếp theo cơn bão chuyển hướng Bắc rồi Đông Bắc và chuyển đổi thành một xoáy thuận ngoại nhiệt đới trong ngày 28.

### Những thiệt hại
Mưa lớn từ Forrest là nguyên nhân gây ra những trận lở đất và lũ lụt trên khắp Nhật Bản. Tổng cộng đã có ít nhất 21 người thiệt mạng, 17 người mất tích và 86 người bị thương; 46.000 ngôi nhà bị ngập trong nước và bùn, hơn 100 ngôi nhà bị phá hủy và 2.560 người mất nhà cửa. Có bảy chuyến bay đã bị hoãn khiến 27.000 hành khách bị mắc kẹt. Bên cạnh đó cơn bão còn gây thiệt hại đến những cây cầu và các tuyến đường giao thông.